# Mente En Blanco
Mente En Blanco fue un grupo mexicano de rap/hip hop creado en San Nicolás de los Garza, Nuevo León en 2003.
El grupo comenzó sus actividades en el año 2003 bajo distintos nombres y miembros que destacaron en este cómo Doer y Pollo (actuales miembros de Under Side 821) antes de tomar su nombre y alineación definitivos. El grupo estaba compuesto por Adán Zapata, Srath, Mistyko, Nekso One, Nara, Diego Salvatore y DJ Esus.

## Historia
Mente En Blanco surgió en el año 2002 cuando sus fundadores Sektor y Doer empezaron a grabar canciones de sus grupos favoritos como Control Machete, H Muda, Rango Bajo, Skool 77 y Artillería Pesada. Sus primeras canciones fueron grabadas con un micrófono y un casete, sacaron ocho discos de muy baja calidad auditiva con cinco canciones cada uno y solo fueron escuchados entre sus amigos.
En el año 2003 se unieron al grupo, DJ Greg y Desface. Dj Greg fue quien enseñó a Doer a grabar las canciones digitalmente en la computadora. En 2004 se unió a la banda Defis quien ya había grabado una colaboración dos años antes, fue ahí donde grabaron su primer álbum titulado Rap and roll con trece canciones ya en un CD y el grupo empezaba a sonar entre los presos. En 2005 el grupo seguía sin ser conocido y con un integrante más, Sonik, el grupo empezaba a grabar más canciones con programas de software y edición de audio. En febrero de 2006 conocieron a Adán Zapata quien también hacía canciones en un grupo llamado RDK Producciones y conocía a un productor que podía grabarles una canción con él, se pusieron de acuerdo y la grabaron tres días después. Después RDK y Mente En Blanco se unirían para formar la agrupación que duraría hasta su desintegración en 2013. A finales de 2006 el grupo ya estaba grabando casi una canción diaria para lanzar su primer disco en mp3 y su sello discográfico ALN Producciones, que después cambiarían su nombre a Zapata Producciones.
En casa de Adan en la Colonia México Lindo de San Nicolás de los Garza, empezó a grabar la Mente En Blanco Klan, (Sonek, Adan, Desiz, Desface, Nara). Ya sin Sektor, tomando gran auge y audiencia por parte de Apodaca y San Nicolás. En 2006 Mente En Blanco sacó un disco en MP3 con 53 canciones el cual se llamó “Anticuados” con un nuevo integrante, Nekzo. En el 2007 conocidos por todo San Nicolás y Apodaca sacaron otro disco llamado “Zapata Producciones” que fue el primero que se puso a la venta y que fue todo un éxito. En el 2008 Mente En Blanco alcanzó grandes logros en lo que es audiencia y siendo conocidos en Nuevo León, con nuevos integrantes como Diegoterz†, Mistiko y Srath†. Para principios del 2009 mente en blanco reducía sus filas al salir del grupo Doer, After, Poyo y Sonek pero dando presencia a una nueva integrante, "Dely", que destacaría por su gran talento. A mediados del 2009 el grupo destaca teniendo grandes expectativas.
En 2010 su video “Borrachos y Grifos”, fue uno de los primeros videos de rap independiente de Latinoamérica en superar los millones de visitas en YouTube tarde mente todo gracias a sus fanes y canales de rap que ayudaron que tenga esas visualizaciones.
En 2011 se presentaron en el Urbano Fest, compartiendo escenario con Arsenal de Rimas, Kodigo 36, Sargentorap entre otros.

## Asesinato de sus integrantes y separación
El 1 de junio de 2012, 3 de sus integrantes fueron atacados por un sicario del "Cartel del Golfo" la razón del ataque es que supuestamente estaban involucrados con "Los Zetas" muriendo en el lugar Adán Zapata, Iván de Jesús Serna González (DJ Esus), y los hermanos Diego Salvatore y Héctor Daniel Almaraz Huerta, hijos de José Santos Almaraz Ornelas, exsecretario de Seguridad Pública de Guadalupe. Algunos cercanos a los cantantes aseguran que los asesinaron por error. Meses después fue asesinado a balazos Miguel Ángel González Cantú (Srath), cuando se encontraba con su novia Yahaira Zapata quien recibió un impacto en uno de sus brazos. Srath fue trasladado a un hospital donde perdió la vida 4 días después.

## Miembros

### Fallecidos

#### Adán Zapata
Adán Zapata Mireles (n. 20 de octubre de 1990, San Nicolás de los Garza, Nuevo León), vivió en el barrio la México Lindo en San Nicolás de los Garza, Nuevo León. Desde niño creció en la delincuencia de los barrios bajos de San Nicolás. Conoció el rap a la edad de 12 años. Comenzó su carrera artística a los 14 años, edad a la que ya componía y grababa sus primeras canciones.
fue asesinado el 1 de junio de 2012 a la edad de 21 años, en obra del crimen organizado. Él se encontraba en una camioneta junto a otros 3 integrantes de la Mente en Blanco: Iván de Jesús Serna González de 25 años, conocido como DJ Esus, y los hermanos Diego Salvatore y Héctor Daniel Almaraz Huerta, de 20 y 19 años respectivamente. Estos últimos eran hijos del exsecretario de Seguridad Pública del municipio de Guadalupe José Santos Almaraz.
Canciones de amor

#### Srath
Miguel Ángel González Cantú (n.25 de septiembre de 1990, Monterrey, Nuevo León), fue baleado el 17 de septiembre de 2012 mientras se encontraba con su novia afuera de su domicilio. estuvo 4 días en el hospital y el 21 de septiembre perdió la vida al no soportar las heridas de bala. Su muerte causó conmoción entre los seguidores de la banda quienes inundaron las redes sociales para mostrar sus condolencias, mientras que en la televisión aparecía la noticia del homicidio.

### Actuales

#### Thug Pol
Paul Everardo Gárcia Díaz, (23 de diciembre de 1992), San Nicolás de los Garza, Nuevo León.
creció entre la violencia desde temprano, Pol decide unirse a una de las pandillas que lo enfocaría en el mundo del Hip Hop. Esta pandilla eran los jjRepulokos/Repukings, afiliada al lado de Los Norteños 14, misma banda en la cual están distintos miembros de su exgrupo musical “Mente En Blanco Klan”.
Seguidamente, sacó el tema “Nadie Escoge Su Destino” con Srath; y finalmente publicó sus dos últimas canciones a compañía de Adán Zapata y Srath, tituladas “Somos De Barrio” y “Hoy Brindaré Por Ti”. Confirmo

#### Nara
Ella!

#### Mistiko
Dely Underap

## Discografía
Álbumes independientes
- 2006: Anticuados
- 2007: Zapata Producciones
- 2010: México Lindo[12]
- 2010: Borrachos y grifos[13]
- 2011: North Side Kings

Álbumes de estudio
- 2012: Soy de barrio

Álbumes póstumos
- 2012: Eternamente
- 2017: Las de Amor y Decepcion